# CY-208243
CY-208,243 je lek koji deluje kao selektivni dopaminski agonist za D1 podtipe. Za razliku od većene D1-selektivnih agonista, on je pokazao efikasnot u životinjskim modelima za Parkinsonovu bolest.

## Spoljašnje veze
|  | Molimo Vas, obratite pažnju na važno upozorenje u vezi sa temama iz oblasti medicine (zdravlja). |